# Göschenen
Göschenen est une commune suisse du canton d'Uri.

## Géographie

Vue aérienne (1963).

Selon l'Office fédéral de la statistique, Göschenen mesure 104,16 km2.

## Démographie
Selon l'Office fédéral de la statistique, Göschenen compte 459 habitants en 2008. Sa densité de population atteint 4 hab./km2.
Le graphique suivant résume l'évolution de la population de Göschenen entre 1850 et 2008 :

## Transport
La commune abrite le portail nord du tunnel ferroviaire du Saint-Gothard sur la ligne du Gothard. Elle est également le départ de la Schöllenenbahn, courte ligne ferroviaire à voie métrique qui relie la gare de Göschenen à la gare d'Andermatt. 
Göschenen forme le départ de la route du col du Saint-Gothard (H2) et se trouve également sur le tracé de l'autoroute A2, à l'entrée nord du tunnel routier du St-Gothard.

## Personnalités
- Louis Favre, ingénieur responsable du percement du premier tunnel ferroviaire du Saint-Gothard, y est mort le 19 juillet 1879.